# Serjania microphylla
Serjania microphylla är en kinesträdsväxtart som beskrevs av Lippold. Serjania microphylla ingår i släktet Serjania och familjen kinesträdsväxter. Inga underarter finns listade i Catalogue of Life.